# Артемис (спътник)
Артемис е комуникационен спътник в геостационарна орбита, произведен и притежаван от Европейската космическа агенция (ЕКА). Мисията се планира дълги години като първоначално е предвиждано изстрелването да бъде осъществено през 1995 г., но впоследствие e забавено. Планирано е ракета-носител да бъде Ариана 5, но е имало и предложение да се използва японската H-II.
Спътникът е изстрелян на 12 юли 2001 г. от Гвианския космически център. Артемис е изведен в по-ниска от предвижданата орбита. Достигната орбита е с перигей 590 km и апогей 17 487 km. Впоследствие спътникът е доведен до желаната орбита.